# Ausserberg
Ausserberg é uma comuna da Suíça, no Cantão Valais, com cerca de 661 habitantes. Estende-se por uma área de 14,9 km², de densidade populacional de 44 hab/km². Confina com as seguintes comunas: Baltschieder, Eggerberg, Raron.
A língua oficial nesta comuna é o Alemão.